# سیم لوتس
سیم لوتس (استونیایی: Siim Luts؛ زادهٔ ۱۲ مارس ۱۹۸۹) بازیکن فوتبال اهل استونی است.
از باشگاه‌هایی که در آن بازی کرده‌است می‌توان به باشگاه فوتبال لوادیا تالین، باشگاه فوتبال نورشوپینگ، باشگاه فوتبال پایده لینامیسکوند، و باشگاه فوتبال فلورا تالین اشاره کرد.
وی همچنین در تیم‌های ملی فوتبال زیر ۲۱ سال استونی و استونی بازی کرده‌است.